# Мария Аргира
Мария Аргира или Аргирополина (на гръцки: Μαρία Αργυρή or Αργυροπούλαινα) е византийска принцеса – внучка на византийския император Роман II и племенница на императорите Василий II и Константин VIII.
Във „Венецианската история“ на Йоан Дякон се споменава, че бащата на Мария е „един знатен патриций, на име Аргиропол, потомък на императорски род..“ т.е. той най-вероятно е член на знатното семейство Аргир, от което произлиза и бъдещият византийски император Роман III Аргир, но вероятно е свързан и с някоя от по-ранните императорски династии, тъй като Роман става император след написването на това произведение и след смъртта на принцесата. Родството на Мария Аргира с Македонската династия се потвърждава и от хрониката на венецианския дож Андреа Дандоло, който допълва, че Мария е сестреница на императорите Василий II и Константин VIII. Най-вероятно обаче Мария е била сестра на бъдещия император Роман III Аргир и е била родена около 985 г.
През 1005/1006 г. Мария е омъжена за Джовани Орсеоло – сина на венецианския дож Пиетро II Орсеоло - в константинополския дворец „Икономий“. Целта на женитбата им е да затвърди уговорката в полза на Венецианската република, относно бъдещата власт над отнетите от хърватите земи и градове в Далмация. Младоженците са благословени лично от вселенския патриарх и получават от императорската двойка (Василий II Българоубиец номинално управлява съвместно с брат си Константин, който го наследява в резултат на безбрачието му) златни диадеми на главите си. На булката императорите „дали значителна блестяща зестра“, част от която – дворец, в който младоженците живеят известно време след сватбата (според венецианския писател и дипломат Йоан Дякон младоженецът „решил да отиде да живее с прелестната си невеста в двореца, който бил получил като зестра“). В столицата на Византия Мария и съпругът ѝ остават до завръщането на император Василий II от поредния му поход срещу българите на цар Самуил. Там Мария родила и син, който бил кръстен на вуйчо ѝ Василий (Базилио). Преди заминаването им Джовани е обявен за патриций, а със себе си те отнасят много ценна реликва - мощите на света Варвара, във Венеция поставени в параклиса на дожовете.
Мария, съпругът ѝ и малкият им син умират от чума през 1007 г.. Починали в отстояние на 16 дни един от друг и били погребани в манастира „Свети Захарий“.
Половин век по-късно в своята Opuscula varia кардиналът на Остия Петър Дамян поместил една много критична глава с надслов „За съпругата на венецианския дож, чието тяло, поради прекомерната ѝ изтънченост, изгни изцяло“, в която разказва за сладострастния живот на една неназована по име византийска принцеса във Венеция, която шокирала венецианското общество със своята изтънченост и аристократични маниери: според Дамян тя отказвала да се къпе с обикновена вода и го правела с капчици утринна роса, които слугите ѝ събирали за нея; не докосвала храната си с ръце, а заповядвала на евнусите си да я режат на малки парченца, които поднасяла в устата си с помощта на златна вилица; покоите ѝ пък били изпълнени с различни аромати и скъпи парфюми, тъй като не понасяла миризмата на лагуната. В крайна сметка неумереният ѝ начин на живот според Пeтър Дамян ѝ навлякъл божие наказание под формата на тежка болест, която сложила мъчителен край на дните ѝ: тялото ѝ изгнило, крайниците ѝ изсъхнали, а спалнята ѝ била проникната от такава воня, че само една от нейните прислужнички можела да я понесе; и след продължителна болест на мъчителна агония тя починала за голямо облекчение на приятелите ѝ. По-късно разказът на Петър Дамян бил предаден и в хрониките на Андреа Дандоло и Марино Санудо, а някои съвременни автори погрешно идентифицирали византийската принцеса с Теодора Дукина – дъщерята на император Константин X Дука, която се омъжила за венецианския дож Доменико Селво през 1075 г. Разказът на Петър Дамян обаче няма как да се отнася за Теодора Дукина, тъй като кардиналът на Остия починал през 1072 г. или около три години преди нейното пристигане във Венеция. Следователно Петър Дамян е визирал Мария Аргира, при чието пристигане във Венеция той е бил на не повече от 11 години.